# Bithynien

Den romerska provinsen Bithynia, ca. 120 e.Kr.

Bithynien läge i Anatolien.

Bithynien var under antiken ett landskap och kungadöme, och senare en romersk provins, i Mindre Asien, mellan Svarta havet, Paflagonien, Galatien, Frygien och Mysien. Landets inre var uppfyllt av skogrika berg, exempelvis Olympos. Sangarios var namnet på den största floden. På kusten anlades tidigt grekiska kolonier, såsom Chalkedon och Herakleia. Landet beboddes ursprungligen av fryger, sedan av de thrakiska stammarna thyner och bithyner. 

## Historia
Bithynien var under en tid kuvat av lyderna, sedan av perserna. Under striderna efter Alexander den stores död blev det omkring 297 före Kristus ett oberoende kungarike, vars regenter vanligen hette Nikomedes eller Prusias. De utvidgade sitt rike, gynnade konster och vetenskaper samt anlade blomstrande städer, som huvudstaden Nikomedia och Prusa. Mest bekant av regenterna är Prusias I, som Hannibal sökte tillflykt undan romarna hos. Den siste kungen var Nikomedes IV, som vid sin död 75 före Kristus testamenterade landet åt romarna. Pompejus gjorde sedan Bithynien och den besegrade Mithridates pontiska kungarike till en romersk provins (Pontus och Bithynien). Plinius den yngre utsågs år 111 till ståthållare över provinsen av kejsar Trajanus, en post han innehade till sin död år 113. 

### Efter romartiden
Mellan 1074 och 1097 behärskades området av seldjukerna, men det återtogs under det första korståget. I slutet av 1400-talet erövrades det av Osmanska riket.

## Bithyniens regenter
- Boteiras ?-376 f.Kr.
- Bas 376-326 f.Kr.
- Zipoite I 326-279 f.Kr.
- Nikomedes I 279-255 f.Kr.
- Zipoites II 279-276 f.Kr.
- Etazeta 255 f.Kr.
- Ziaelas 255-228 f.Kr.
- Prusias I 228-185 f.Kr.
- Prusias II 185-149 f.Kr.
- Nikomedes II 149-128 f.Kr.
- Nikomedes III 128-94 f.Kr.
- Nikomedes IV 94-75 f.Kr.